# Quercus stellata
Quercus stellata, auch Pfahl-Eiche genannt, ist eine Pflanzenart aus der Gattung der Eichen (Quercus) innerhalb der Familie der Buchengewächse (Fagaceae). Sie kommt in den östlichen bis zentralen USA vor. Englischsprachige Trivialnamen sind post oak und iron oak.

## Beschreibung und Phänologie

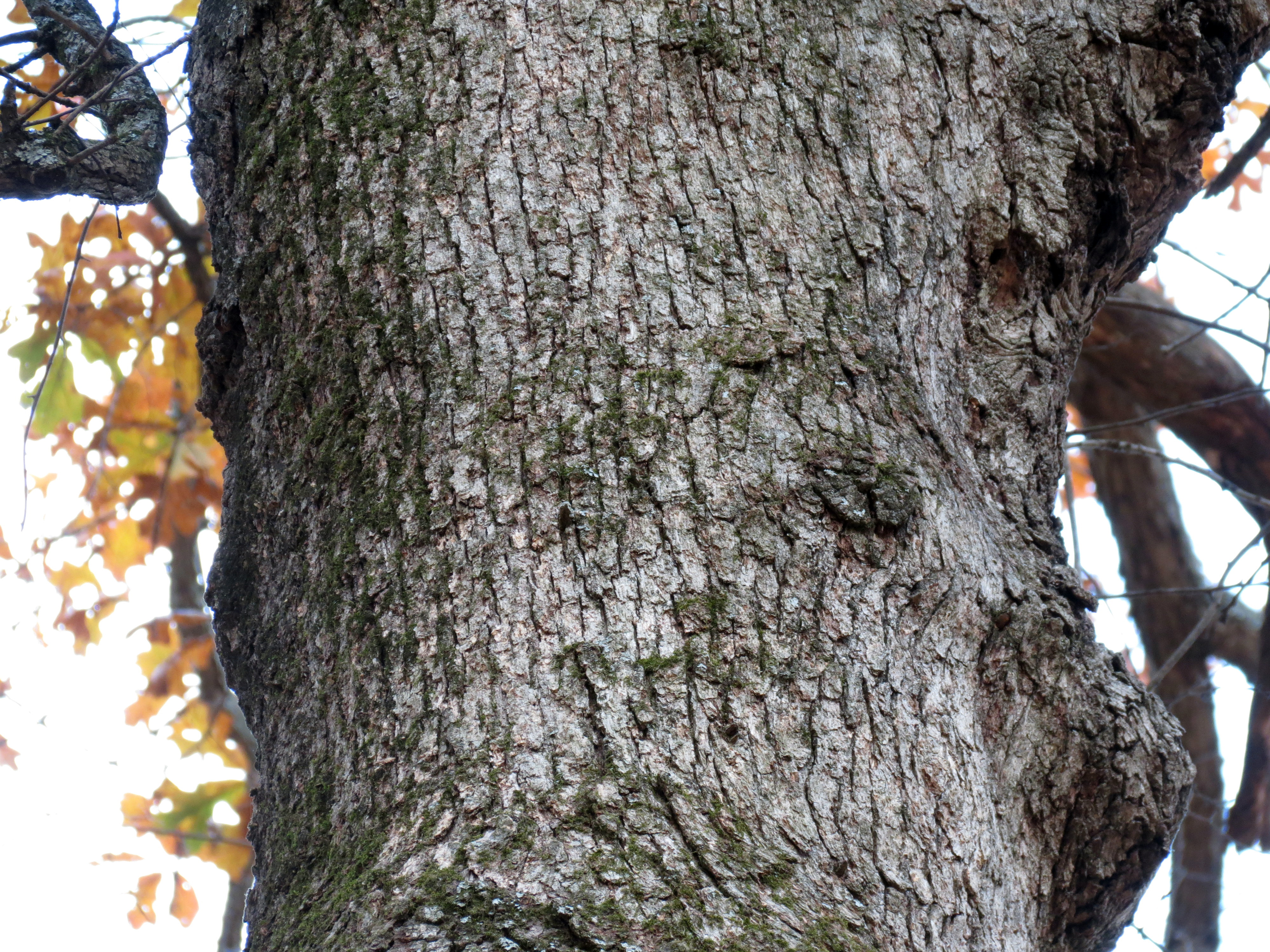
Borke

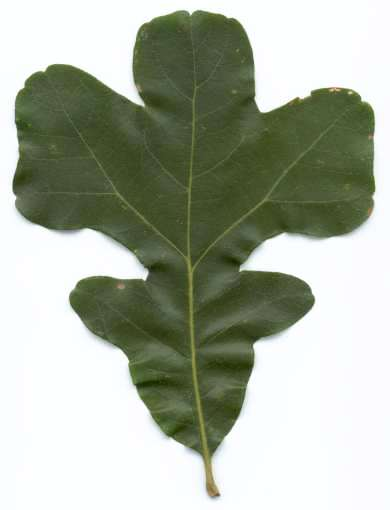
Laubblatt

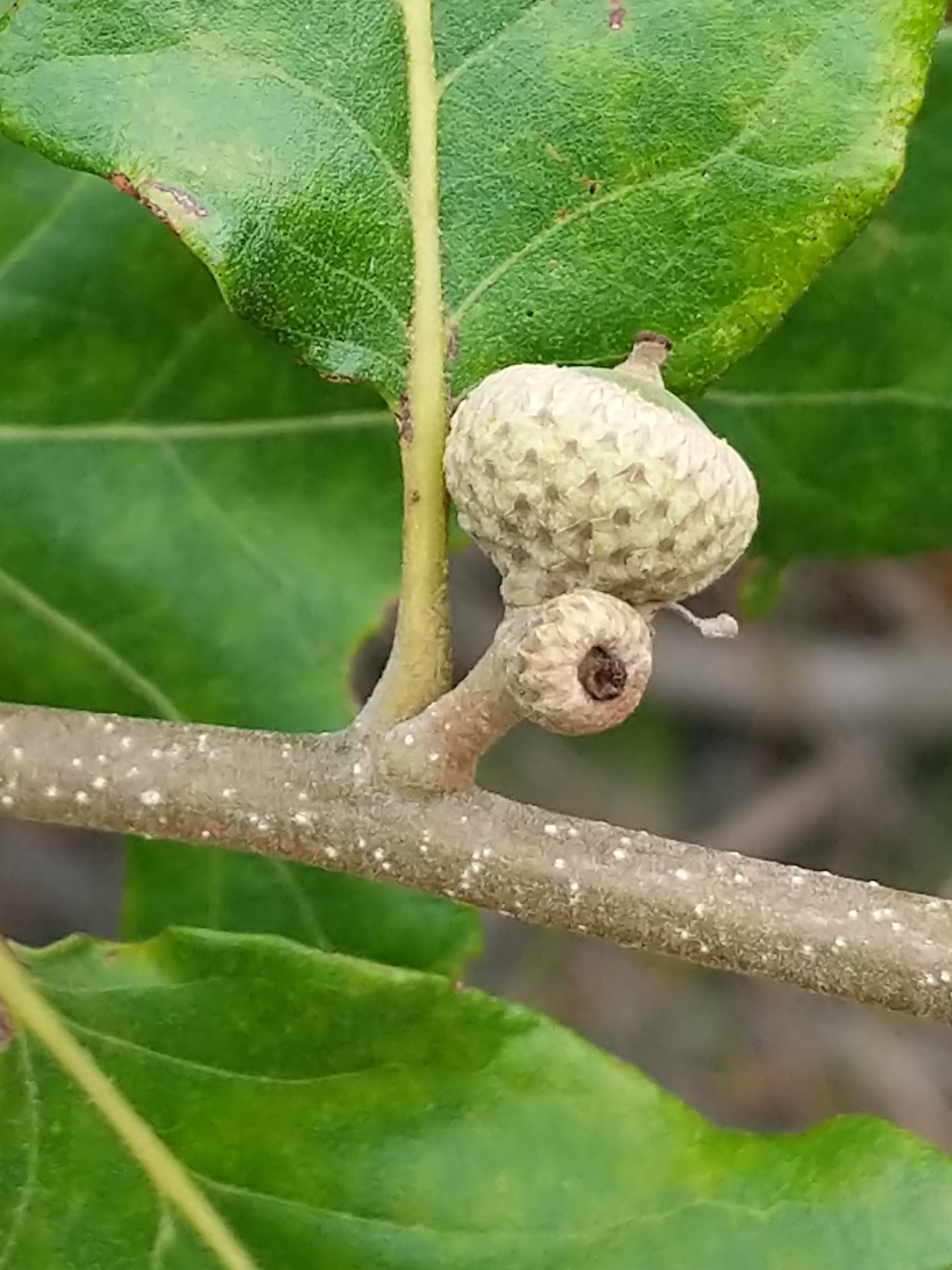
Zweig mit Cupula, die die jungr Eichel umgibt

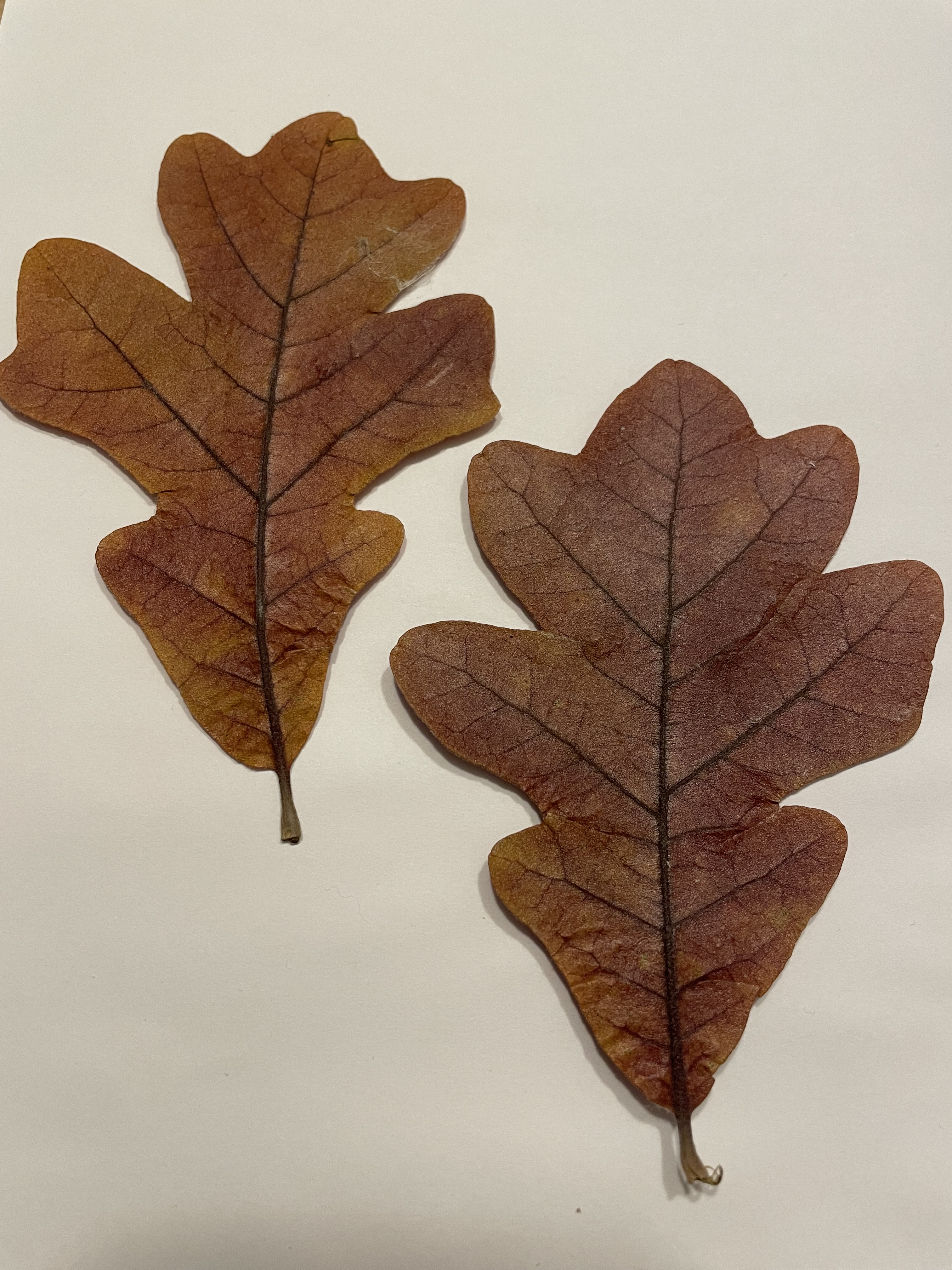
Gepresste Blätter der Pfahl-Eiche in Herbstfärbung

### Vegetative Merkmale
Quercus stellata wächst als laubabwerfender, langsamwüchsiger Baum und erreicht Wuchshöhen von 20 Metern, selten bis zu 30 Metern und Brusthöhendurchmesser von 30 bis 75 oder an guten Standorten bis über 120 Zentimetern. Je nach Standort ist der Habitus sehr unterschiedlich. Meist verzweigt sich der mit einer Höhe von 3 bis 5 Metern relativ kurze Stamm in mehrere gedrungene Äste. Die schuppige Borke ist gräulich. Die Zweige weisen Durchmesser von selten 2 bis, meist 3 bis 5 Millimetern auf und ihre Rinde ist gelblich oder gräulich und mindestens anfangs dicht flaumig mit Sternhaaren behaart.
Die rötlich-braunen Knospen sind bei einer Länge von bis zu 4 Millimetern eiförmig mit stumpfem oder spitzem oberen Ende. Die Knospenschuppen sind spärlich flaumig behaart.
Die wechselständig an den Zweigen angeordneten Laubblätter sind in Blattstiel und -spreite gegliedert. Der Blattstiel weist eine Länge von 3 bis 15, selten bis zu 30 Millimetern auf. Die einfache, sehr steife und harte, ledrige Blattspreite ist bei einer Länge von meist 4 bis 15, selten bis zu 20 Zentimetern sowie einer Breite von meist 2 bis 10, selten bis zu 12 Zentimetern verkehrt-eiförmig oder verkehrt-dreieckig mit gerundeter oder leicht herzförmiger bis keilförmiger Spreitenbasis und gerundetem bis gestutztem, seltener spitzem oberen Ende. Der ganze Blattrand ist gelappt bis geteilt oder grob gezähnt. Die Blattlappen sind gerundet oder stumpf und meist bilden die großen oberen zwei Lappen eine kreuzförmige Form. Es sind drei bis fünf Seitennerven auf jeder Seite der Mittelrippe vorhanden.
Die gelblich-grüne Blattunterseite ist mit dicht mit gelblichen Drüsenhaaren behaart und zusätzlich sind vereinzelt winzige mehr oder weniger anliegend sechs- bis achtstrahlige Sternhaare, die sich nicht samtig anfühlen, vorhanden. Die dunkelgrüne Blattoberseite ist matt oder glänzend und spärlich mit Sternhaaren behaart, oft etwas sandpapierartig durch raue Trichome.

### Generative Merkmale
Quercus stellata ist einhäusig getrenntgeschlechtig (monözisch). Die Blütezeit beginnt im März im Süden des Verbreitungsgebietes und dehnt sich in den Mai aus in nördlicher Richtung. Die unauffälligen Blüten sind eingeschlechtig und befinden sich in unterschiedlichen Blütenkätzchen, aber auf gleichen Baumexemplar.
In 5 bis 10 Zentimeter langen, hängenden Blütenkätzchen befinden sich die männlichen Blüten. Die männlichen Blüten besitzen fünf gelbe, flaumig behaarte Kelchblätter, die spitz oder ausgefranst sind, und vier bis sechs Staubblätter mit flaumig behaarten Staubbeuteln. In kurz gestielten oder sitzenden, unauffälligen Blütenkätzchen befinden sich die weiblichen Blüten. Unterhalb der weiblichen Blüten befinden sich schuppenförmige Hüllblätter, die breit-eiförmig und rot behaart sind, und sie enthalten vergrößerte Narben.
Die einzeln oder bis zu dritt fast sitzend oder auf einem mit einer Länge von etwa 6, selten bis zu 40 Millimetern kurzen Stiel stehenden Eicheln sind auf 1/4 bis 2/3 ihrer Höhen von einem Fruchtbecher (Cupula) umhüllt. Die bei einer Höhe von 7 bis 12, selten bis zu 18 Millimetern sowie einem Durchmesser von meist 10 bis 15 (7 bis 25) Millimetern tief becherförmige Cupula ist am oberen Ende gerundet oder verengt und besitzt eng anliegende, fein grau flaumig behaarte Schuppen. Die hell-braune Eichel (Nussfrucht) ist bei einer Länge von 1 bis 2 Zentimetern sowie einem Durchmesser von 0,8 bis 1,2, selten bis zu 2 Zentimetern ei- oder kugelförmig und fein flaumig behaart oder kahl. Die Samen enthalten zwei freie Keimblätter (Kotyledonen). Die Eicheln reifen im gleichen Jahr wie die Blüten von September bis November und fallen zu Boden.

## Ähnlichkeit mitQuercus alba
Quercus stellata kann an den gerundeten kreuzartig geformten Blattspreiten und der behaarten Unterseite der Blätter erkannt werden.
Sowohl Quercus stellata als auch die Amerikanische Weiß-Eiche (Quercus alba) sind der Sektion Quercus zugeordnet, die Arten als Weiß-Eichen zusammenfasst. Innerhalb dieser Sektion wird Quercus stellata als Schwestertaxon von Quercus alba angesehen. Quercus stellata wird als „Weiß-Eiche“ (englisch white oak) vermarktet. Ein Unterschied zwischen den beiden Arten besteht in der behaarten Unterseite der Blätter von Quercus stellata, wogegen die Unterseite bei Quercus alba beim Austrieb kahl ist.

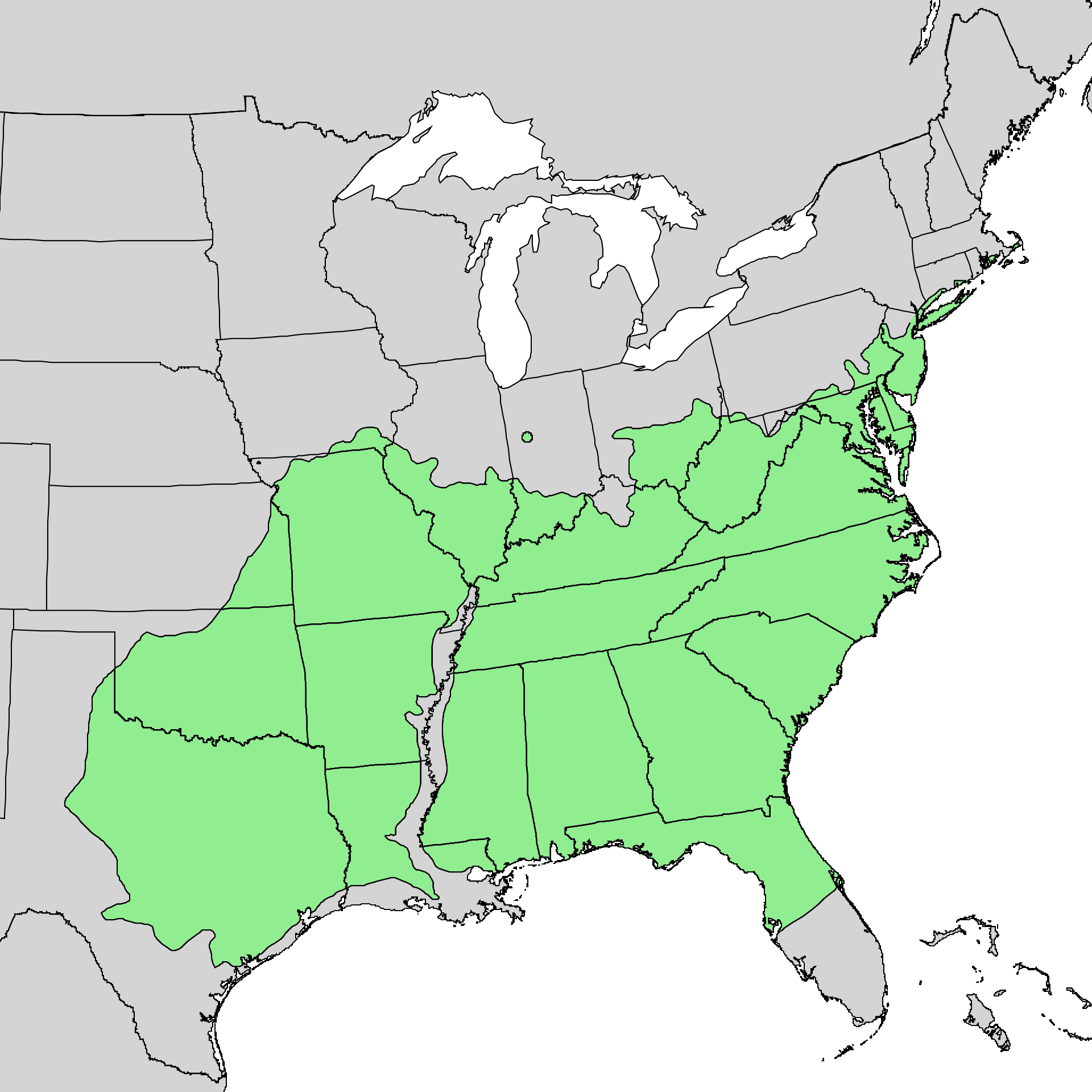
Natürliches Verbreitungsgebiet

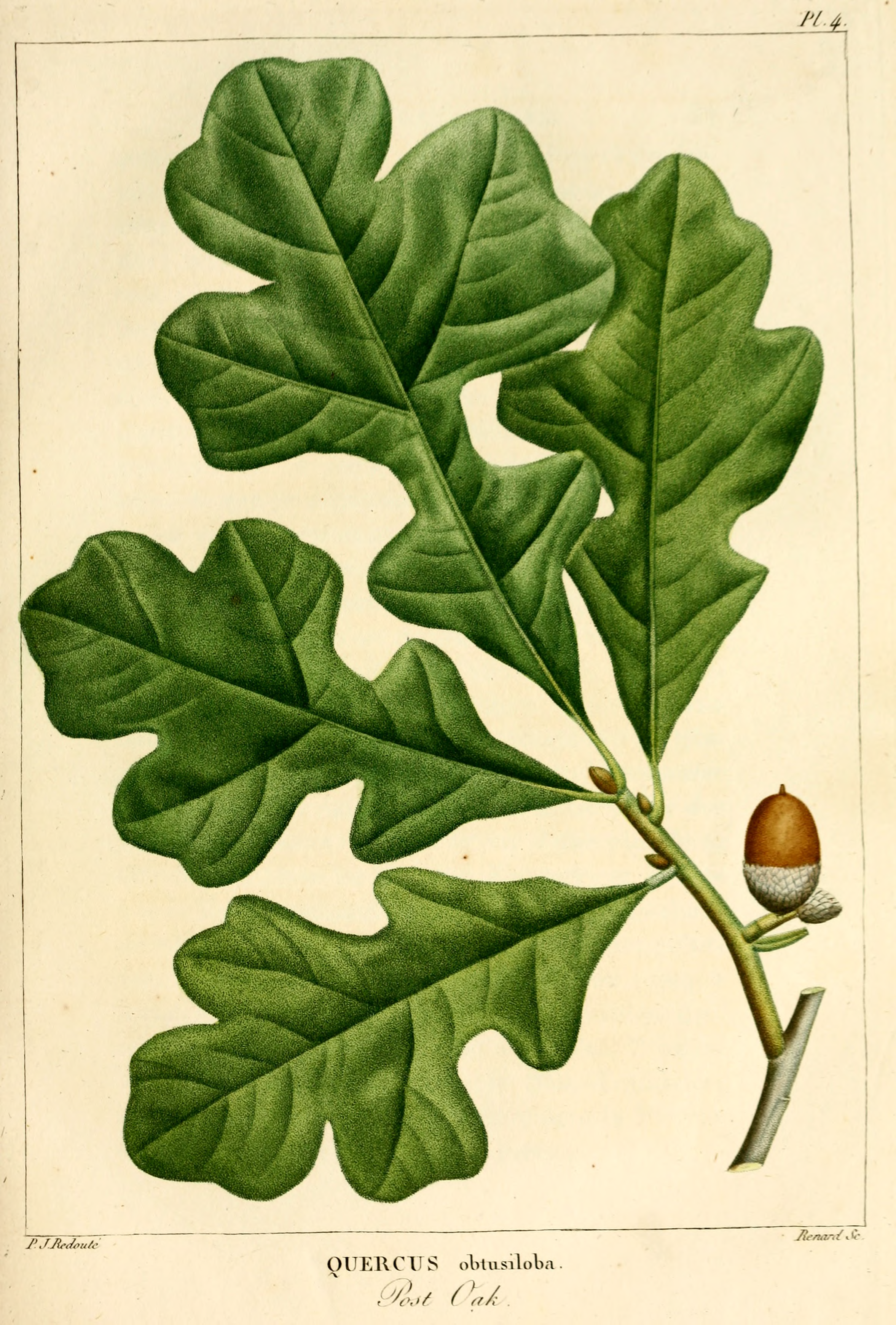
Illustration von 1812

## Ökologie
Aufgrund ihrer dicken Borke kann Quercus stellata Waldbrände überleben. Für die Dendrochronologie ist sie sehr hilfreich. Eine Untersuchung an 36 Bäumen in Illinois erbrachte einen Datensatz von Jahresringen, der 226 Jahre umfasst und zeigt, dass Quercus stellata für über 100 Jahre eine Waldbrand-Häufigkeit von 1,44 Bränden pro Jahr überstehen kann.

## Vorkommen und Gefährdung
Quercus stellata kommt in den Vereinigten Staaten von Massachusetts im Nordosten bis nach Texas im Südwesten vor; im Südosten reicht das Verbreitungsgebiet bis nach Florida, im Nordwesten bis Iowa. Quercus stellata ist in den östlichen und zentralen Vereinigten Staaten beheimatet; sie kommt in allen Bundesstaaten an der Küste von Massachusetts im Nordosten bis nach Texas im Südwesten vor und ist im Inland bis nach Nebraska anzutreffen.
Quercus stellata wächst typischerweise am Waldrand auf trockenen, sandigen, nährstoffarmen Böden.
Quercus stellata ist ein langsam wachsende Baum, der auf trockenen, nährstoffarmen Böden vorkommt und widerstandsfähig gegen Fäule, Feuer und Trockenheit ist.
Quercus stellata wächst in Hochland-Wäldern und Waldland, besonders auf Lehmböden oder steinigen Böden in feuerbeeinflussten Pflanzengesellschaften.
Von der IUCN wird Quercus stellata als „Least Concern“ = „nicht gefährdet“ eingestuft.

## Systematik
Die Erstveröffentlichung von Quercus stellata erfolgte 1787 durch Friedrich Adam Julius von Wangenheim in Beschreibung einiger Nordamericanischen Holz-und Buscharten, 78, Tafel 6, Figur 15. Das Artepitheton stellata bedeutet „Stern“; es wurde verwendet, weil die Trichome auf der Blattunterseite sternförmig sind.
Mehrere Varietäten von Quercus stellata wurden durch den amerikanischen Botaniker Charles Sprague Sargent beschrieben. Als laut United States Forest Service 1990 häufigste Varietät galt Quercus stellata var. paludosa Sarg. (englisch delta post oak), die wohl ein Synonym von Quercus similis Ashe ist. Nach Flora of North Amerika 1998 führt keine Subtaxa mehr auf.
Synonyme für Quercus stellata Wangenh. sind: Quercus alba var. minor Marshall, Quercus minor (Marshall) Sarg., Quercus villosa Walter, Quercus lobulata Sol. ex Sm., Quercus obtusiloba Michx., Quercus fusca Raf., Quercus gonoloba Raf., Quercus heteroloba Raf., Quercus floridana Shuttlew. ex A.DC., Quercus stellata var. anomala Sarg., Quercus stellata var. floridana A.DC., Quercus stellata var. palmeri Sarg., Quercus stellata var. parviloba Sarg., Quercus stellata var. rufescens Sarg.
Die Quercus stellata gehört zu den Weiß-Eichen (Sektion Quercus) aus der Gattung der Eichen (Quercus) innerhalb der Familie der Buchengewächse (Fagaceae).

### Hybride
Zwischen den zahlreichen Weiß-Eichen-Arten kann es zu Naturhybriden kommen, so dass Hybride mit vielen verschiedenen Arten als Eltern entstehen können.
In der Flora of North America North of Mexico sind 1997 die in der Tabelle zusammengefassten Hybride aufgeführt.
| Hybrid Name                          | Quercus stellata × zweiter Elternteil |
| Quercus ×stelloides E.J.Palmer       | Quercus prinoides                     |
| Quercus ×mahloni E.J.Palmer          | Quercus sinuata var. breviloba        |
| Quercus ×pseudomargarettiae Trelease | Quercus margarettiae                  |
| Quercus ×sterretti Trelease          | Quercus lyrata                        |
| Quercus ×macnabiana Sudworth         | Quercus sinuata                       |
| Quercus ×guadalupensis Sargent       | Quercus sinuata                       |
| Quercus ×fernowi Trelease            | Quercus alba                          |
| Quercus ×bernardensis W.Wolf         | Quercus montana                       |

## Nutzung
Wegen ihres Vorkommens an trockenen Standorten, ihrer attraktiven Baumkrone und der streng horizontalen Äste wird Quercus stellata im Grünraum von Siedlungen genutzt.
Sie ist widerstandsfähig gegen Zersetzung, so dass sie als Bahnschwelle, Holzfassade, Beplankung, Bauholz, Tritt- und Setzstufe, Bodenbelag, Holzstoff, Furnier, Spanplatte, Treibstoff und Zaun (der englische Trivialname „post oak“ bezieht sich darauf) Verwendung findet. Sie findet auch in der Wildfütterung für Hirsche, Truthühner, Hörnchen und andere Nagetiere Verwendung, ist jedoch aufgrund des Tannin-Gehalts der Nussfrüchte für das Vieh giftig.